# Amsterdam operazione diamanti
Amsterdam operazione diamanti (Operation Amsterdam) è un film del 1959 diretto da Michael McCarthy.

## Trama
Il film narra di un commando inglese durante la Seconda Guerra Mondiale, che eseguì un raid in aiuto ai Partigiani olandesi, per scongiurare, che i Nazisti occupando l'Olanda s'impossessassero dei diamanti grezzi, che sarebbero stati di grande vantaggio per chi ne fosse venuto in possesso.
Le difficoltà dell'azione si presentano quasi immediatamente al loro sbarco nel porto, ma grazie ad un marinaio partigiano riescono a raggiungere i loro aiuti sia militari olandesi che civili, in modo particolare Anna, che sulle prime desta i sospetti di connivenza con i Nazisti, perché vicina ad alcuni di loro, ma successivamente si mostrerà più alleata di quanto potessimo pensare.
In una serie di scene per le vie del paese mostrerà le sue capacità di pilota automobilistico, e anche di stratega per la fuga, seminando la vettura che li seguiva a tutta velocità.
Per recuperare i diamanti sparsi tra i vari possessori molti dei quali ebrei, i quali offrono da prima malvolentieri il loro patrimonio, poi risultando l'impossibilità di poter utilizzare le ricchezze se mai fossero andate in mano dei Nazisti, comprendono l'importanza dell'operazione.
Rimane da prelevare i diamanti presso la Banca, che dovrà essere svaligiata, con tanto di forzatura del caveau, nel mentre vengono raggiunti dai Nazisti che bloccheranno il commando ingaggiando una sparatoria, alla quale daranno una mano un drappello di Partigiani, riusciranno finalmente a primeggiare, è bellissima la scena dove per attenuare dai rumori della sirena , utilizzeranno un carretto di strada con la pianola, che a loro giudizio è più assordante dei rumori del gruppo e della sirena d'allarme scattato durante il blitz nella banca.
Avendo avuto la meglio, il gruppo fuggirà verso il porto, con un'auto guidata dalla bravissima Anna, che riesce a raggiungerlo nei venti minuti rimasti per l'appuntamento con la nave inglese.
Arrivati verso il porto dove la strada si fa più lenta a causa degli sfollati che tentano di abbandonare il paese, il gruppo viene fermato da un posto di Guardia olandese che sulle prime sembra poter dare dei problemi, al commando, e alla richiesta del numero di targa, che precedentemente era stato segnalato al Posto di Guardia, e sarà proprio Anna a salvare la situazione, perché si ricorda del numero, a questo punto riceveranno anche una scorta armata per cercare di velocizzare l'ultimo tratto di strada. Giunti ci saranno i saluti, e Jean Smit uno dei protagonisti dell'impresa inglese che nel mentre si era innamorato di lei, cercherà di convincere Anna a seguirlo in Inghilterra, ma lei con dispiacere, non vorrà abbandonare il suo paese.
Alla fine uno dei componenti il Commando dirà che è meglio che rimanga, perché l'Olanda avrà bisogno di donne della sua tempra, mentre Jean guarda un piccolo fiore che le aveva dato in dono.

## Produzione
Il film fu prodotto dalla Maurice Cowan Productions per Rank Organisation.

## Distribuzione
Distribuito dalla J. Arthur Rank Film Distributors, il film fu presentato in prima a Londra il 12 gennaio 1959 con il titolo originale Operation Amsterdam. Negli Stati Uniti, venne distribuito dalla Twentieth Century Fox Film Corporation, uscendo a New York il 6 luglio 1960.